# Звуковий рушій
Не плутати з голосовим рушієм, що формує звукову мову відповідно до тексту.
Звуковий рушій (англ. sound/audio engine) — програмний рушій, часто програмний компонент грального рушія, відповідальний за відтворення звуку (голосів персонажів, шумове й музичне оформлення) у відеогрі або іншому застосунку. Звуковий рушій часто відповідає також за імітацію певних акустичних умов, відтворення звуку відповідно до розміщення, луну тощо.
Приклади відомих звукових інтерфейсів програмування застосунків (англ. API) і програмних бібліотек, які використовуються в звукових рушіях — Environmental Audio Extensions (EAX), OpenAL, FMOD, DirectSound 3D тощо.